# Herluf Bidstrup
Herluf Bidstrup (10 de septiembre de 1912 – 26 de diciembre de 1988) era un dibujante e ilustrador danés. 
Bidstrup estuvo educado como pintor en la Academia danesa Real de Bellas artes y durante su carrera él dibujó más de 5,000 historietas. Era un comunista muy preocupado con los asuntos internacionales de su tiempo y la sátira social. Aun así, no todo su trabajo revuelve alrededor de política e ideología.

## Obra de arte
Bidstrup publicó sus primeros dibujos en su cumpleaños de 20 años en un diario danés notable, pero había exhibido ya en la edad de 14 en la exposición de arte de unos niños en Copenhague.
Como comunista, Bidstrup dibujó muchas historietas sobre política internacional y temas sociales, así como los asuntos relacionados con los efectos de Segunda Guerra Mundial. 
Bidstrup viajaba extensamente durante su carrera, en particular en los países socialistas del Bloque Oriental, más notablemente Alemania del Este y la Unión Soviética donde él produjo películas animadas y exhibió sus obras. Durante la ocupación alemana de Dinamarca en Segunda Guerra Mundial vivía en los EE. UU., y en ese tiempo era entre los más populares artistas daneses sabidos en el extranjero. Sus trabajos son todavía muy populares en Rusia y China hoy.
Además de su producción prolífica de historietas, Bidstrup también produjo carteles e ilustró libros, incluyendo los libros de los niños, material educativo y su propio travelogues. Su libro "Kinarejse" (1956) sobre sus viajes en China ha sido traducido en ruso, chino, alemán e inglés ("Herluf Bidstrup en China").
Algunas de sus obras de arte están exhibidas en el Museo del Trabajador en Copenhague.